# Andrés Machado
Pour les articles homonymes, voir Machado.
Andrés Eduardo Machado (né le 22 avril 1993 dans l'État de Carabobo au Venezuela) est un lanceur droitier des Royals de Kansas City de la Ligue majeure de baseball.

## Carrière
Andrés Machado signe son premier contrat professionnel en 2010 avec les Royals de Kansas City. Il fait ses débuts professionnels en ligues mineures en 2011 et évolue deux saisons avec l'équipe affiliée aux Royals en République dominicaine avant de rejoindre un club mineur aux États-Unis en 2013. Sa progression vers le niveau majeur est ralentie par une opération Tommy John qui lui fait rater toute la saison 2015 
Machado fait ses débuts dans le baseball majeur avec Kansas City le 2 septembre 2017 comme lanceur de relève mais il accorde 6 points mérités sur 4 coups sûrs et 3 buts sur balles, ne retirant que deux frappeurs adverses dans la dégelée de 17-0 subie par les Royals aux mains des Twins du Minnesota.